# 池田暁子
池田 暁子（いけだ きょうこ、1969年5月3日 - ）は、日本のイラストレーター。

## 略歴
愛媛県大洲市出身。1988年愛媛県立松山東高等学校卒業。1992年神戸大学教育学部教育学科卒業、同年筑波大学芸術専門学群に入学も、のちに中退、セツ・モードセミナー修了。神戸大学時代は映研、軽音部などに所属。映研の1年後輩に映画監督、脚本家の安田真奈がいる。
20代前半で上京、1997年よりデザイナー。編集プロダクション、デザインプロダクション等で、雑誌、広告、書籍、HP等の制作に携わる。2001年創刊のガンダムエースではデザイナーを務めていた。2003年よりフリー。憧れていたイラストレーターの仕事をはじめ、エッセイ風の漫画の連載も始める。
イラストレーターに転身するまでにデザイナーのほか塾講師をしていたこともある。

## 著書

### 単行本リスト
- 片づけられない女のための こんどこそ!片づける技術 （文藝春秋）
- 貯められない女のための こんどこそ!貯める技術 （文藝春秋）
- 必要なものがスグに!とり出せる整理術! （メディアファクトリー）
- 「あと5キロ」をやっつけろ!!池田のダイエット大作戦 （文藝春秋）
- 1日が見えてラクになる!時間整理術! （メディアファクトリー）
- 人生モグラたたき!（文藝春秋）
- うっかり結婚生活 一緒に暮らす2人のルール 8 （メディアファクトリー）
- 思ってたウツとちがう! 「新型ウツ」うちの夫の場合 （秋田書店）
- もう食材をダメにしない！ お料理＆キッチン整理術！（メディアファクトリー）
- 読まれるコミックエッセイの描き方
- 池田暁子の必要十分料理 （トランスビュー）

著書のいくつかについてはタイ語版、中国語版、朝鮮語版も出版されている。

### イラスト等担当作品
- ひともうけ イラストエッセイで読む宇宙一カンタンな株式投資入門 （綜合社）
- 今日から私も「株主」に! マンガで投資入門 （集英社）

## 連載
- 『人生モグラたたき!』 （週刊文春 2009年6月25日号 - 2012年4月5日号）
- 『夫は自宅警備隊』 （Eleganceイブ 2012年8月号 - 2013年5月号）
- 『あまから☆結婚生活』 （コミックエッセイ劇場 2012年6月27日 - ）

## 装画
- 東直子『さようなら窓』